# Kompetencje czytelnicze

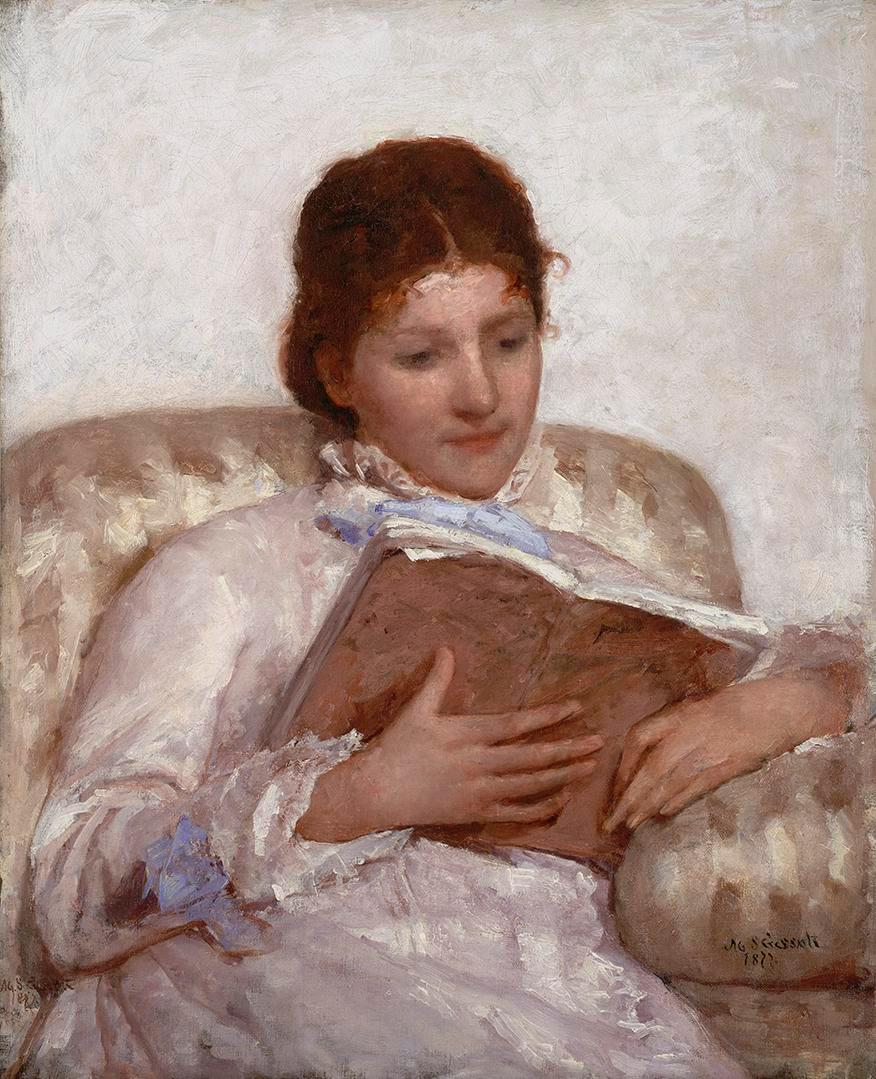
Mary Cassatt ,The Reader (1877)

Kompetencje czytelnicze – zwane także lekturowymi, to indywidualne możliwości i umiejętności każdego człowieka w zakresie czytelnictwa. Składają się one m.in. na proces odbioru dzieła, jego wykorzystywanie i oddziaływanie, opanowanie umiejętności szybkiego czytania, zdolność odbioru utworu literackiego w kontekście dzieła sztuki. Wpływ na ich rozwój ma m.in. znajomość języków obcych, historii i teorii literatury, doświadczenie czytelnicze i oczytanie odbiorcy, znajomość utworów literackich, a także umiejętność wykorzystania lektury w życiu codziennym.
Nie należy utożsamiać ich z techniczną umiejętnością czytania. Rozwój kompetencji czytelniczych powinien rozpocząć się już od najmłodszych lat, jeszcze przed świadomym nabyciem sprawności czytania, poprzez stopniowe wprowadzanie dziecka w obszar kultury pisania i czytania. Pozwoli to rozwinąć zainteresowanie lekturą, czerpanie radości i satysfakcji z obcowania z literaturą.  
Rozwinięte kompetencje lekturowe są niezbędne dla prawidłowego przebiegu aktywności czytelniczej, w szczególności odbioru lektury. Pomagają także skutecznie rozwiązywać problemy zawodowe, naukowe, osobiste, praktyczne czy autodydaktyczne dzięki lekturze. Umiejętność czytania, choć jest podstawą, żeby uczestniczyć w procesie czytelnictwa, bez odpowiednio wykształconych kompetencji czytelniczych, nie gwarantuje rozwoju jednostki w zakresie czytelnictwa.  Aby skutecznie wykorzystać wiedzę zawartą w książkach i czerpać z niej korzyści, należy najpierw posiąść umiejętności biblioteczne i bibliograficzne, które ułatwią poszukiwania i wybór odpowiedniej literatury.

## Uwarunkowania
Wybory lekturowe uwarunkowują się pod wpływem wzorów kulturowych wyniesionych z domu rodzinnego, otoczenia, oddziaływania kultury masowej. Mimo że czytelnicy to zróżnicowana grupa o odmiennych potrzebach, zainteresowaniach, gustach, osobowościach i możliwościach percepcyjnych, to niemal dla wszystkich miejscem pierwszego spotkania z lekturą jest dom rodzinny i szkoła. Młody czytelnik jest bardzo podatny na wpływy, które w przyszłości mogą determinować jego stosunek względem czytelnictwa.
Jacek Wojciechowski wyodrębnia czynniki, które pod wieloma względami różnicują czytelnictwo. Należą do nich: wiek, płeć, wykształcenie, wykonywany zawód, otoczenie oraz forma spędzania czasu wolnego. 

## Motywy
Każde działanie, które podejmuje człowiek, wynika z określonych motywów – także motywy czytelnicze. Zespoły motywów czytania, deklarowane przez czytelników, można podzielić na dwie podstawowe grupy: wewnętrzne i zewnętrzne. Do wewnętrznych zaliczyć można predyspozycje czytelnika, natomiast zewnętrzne to takie, które są podatne na wpływy środowiska czy osób trzecich. W procesie uczestnictwa w kulturze literackiej najpierw wykształcają się motywacje do czytania w ogóle, chęć przynależności do określonej grupy czytelniczej oraz pozostania w tejże grupie. Dopiero po osiągnięciu tego etapu wtajemniczenia czytelniczego, wykształcają się motywacje ściśle związane z tekstem.  
Bogusław Sułkowski wyróżnia 3  rodzaje motywacji czytelniczych:
- hedonistyczne, czyli czytanie dla relaksu, przyjemności,
- poznawcze, które traktują literaturę jako źródło wiedzy, służące do poszerzania horyzontów,
- inne, czyli poszukiwanie pomocy i wsparcia psychicznego w lekturze, a więc traktowanie książki jako sposobu oderwania się od rzeczywistości[4].